# ISO 8601

Explicació de la norma ISO 8601: les tres extensions mostrades són vàlides.

La norma ISO 8601 especifica la notació estàndard utilitzada per a emmagatzemar les dates i el temps. Aquesta notació facilita la migració entre diverses plataformes. Se segueix el criteri d'ordenar d'esquerra a dreta del període més llarg de temps al més curt. Per exemple, per a indicar un dia concret, escriurem AAAA-MM-DD.
On AAAA indica l'any, MM indica el mes i DD indica el dia.
Així, les dates i les hores s'ordenen de manera que el terme temporal més gran (l'any) se situa a l'esquerra i cada terme successivament més petit se situa a la dreta del terme anterior. Les representacions s'han d'escriure amb una combinació de números àrabs i certs caràcters (com ara "-", ":", "T", "W" i "Z") que es donin significats específics dins de l'estàndard; la implicació és que algunes formes habituals d'escriure parts de dates, com ara "gener" o "dijous", no estan permeses en representacions d'intercanvi.